# Fabian von Steinheil
Fabian Gotthard von Steinheil, (ryska: Фадде́й Фёдорович Ште́йнгель) eller Faddei Fjodorovitš Šteingel, född 3 oktober 1762 i Haapsalu, död 23 februari 1831 i Helsingfors, var en balttysk greve och rysk militär.
I mars 1810 utnämndes Steinheil till Finlands generalguvernör. Under hans tid stabiliserades Finlands statsrättsliga ställning, och centralförvaltningen fick fasta verksamhetsformer. Som svenskkunnig kom han nära senatens ledamöter och vid konflikter fungerade han som medlare, varför han kom att åtnjuta stor uppskattning. Steinheil avgick 1823. 
År 1812 upphöjdes han till finsk greve och 1819 blev han general.

## Utmärkelser
- Riddare av Sankt Alexander Nevskij-orden
- Georgsorden, tredje klass
- Georgsorden, fjärde klass
- Första klassen av Röda örns orden
- Guldsabel "för tapperhet"
- Sankt Annas orden, första klass
- Sankt Vladimirs orden, andra klassen
- Sankt Annas orden, första klass med briljanter

[Redigera Wikidata]